# روی ردگریو
 روی ردگریو (انگلیسی: Roy Redgrave؛ ۲۶ آوریل ۱۸۷۳ – ۲۵ مهٔ ۱۹۲۲) یک هنرپیشه اهل بریتانیا بود.